# Thomas B. Morgenstern
Thomas B. Morgenstern (* 1952) ist ein deutscher Diplom-Biologe, Bio-Landwirt,  Autor und bildender Künstler. Er schreibt Kriminalromane und Kinderbücher, als bildender Künstler arbeitet er mit Holz und Metall.

## Werke
- Jacob Ovens. Hochstapler. Betrüger. Deichbauer. Eine historische Kriminalerzählung. medien-contor-elbe, Stade 2009, ISBN 978-3-938097-18-2

### Kriminalromane
- Der Milchkontrolleur. MCE (Medien Contor Elbe), Drochtersen 2005, ISBN 3-938097-03-5.
- Tod eines Milchbauern. Der Milchkontrolleur ermittelt. 2008, ISBN 9783492257794
- Der Aufhörer. 2008, ISBN 978-3-938097-13-7.
- Milchfieber. 2011, ISBN 978-3-938097-26-7 / ISBN 978-3-492-30314-9
- Elbstrandmord. Piper Verlag, München 2015

### Kinderbücher
- Verschwörung in Meridan. Hannah-Verlag, Stade 1998, ISBN 3-931735-02-8.
- Die Orangendiebe. Hannah-Verlag, Stade 1998, ISBN 3-931735-03-6.
- mit Jörgen Habedank: Revo – der Traumfänger. Hannah-Verlag, Stade 1999, ISBN 3-931735-09-5.
- Zirom und der maurische König. Hannah-Verlag, Stade 2001, ISBN 3-931735-05-2.